# Sabres boven Korea
Sabres boven Korea is het eerste album uit de stripreeks Buck Danny Classic, een spin-off van Buck Danny. Het verhaal werd geschreven door Frédéric Zumbiehl en getekend door Jean-Michel Arroyo.
Het verhaal verscheen in 2013 eerst in het Frans als album en vervolgens ook in het stripblad Spirou in 2014 van de nummers 3955 tot 3960. Het was Zéphyr Éditions dat in samenwerking met Dupuis het album op de markt bracht, in juni 2014 werd Zéphyr overgenomen door Dupuis. In 2014 verscheen het album ook in het Nederlands.
In deze nevenreeks wordt teruggegrepen naar de hoogdagen van de reeks toen deze nog geschreven en getekend werd door Jean-Michel Charlier en Victor Hubinon. Door de technologische vooruitgang van vliegtuigen waren recentere albums vaak saaier dan vroeger en minder doorspekt met actie. De nieuwe reeks zal willekeurige markante gebeurtenissen in de wereldgeschiedenis volgen met telkens twee albums die één groot verhaal vormen. Dit eerste deel, dat gevolgd wordt door Duel boven MiG Alley speelt zich af ten tijde van de Koreaanse Oorlog.

## Het verhaal
Buck Danny, Jerry Tumbler en Sonny Tuckson testen de Sabre E en gaan naar Korea, waar ze het moeten opnemen tegen de MiG's van de Sovjet-Unie. Jozef Stalin weet dat de Sabres goede vliegtuigen zijn en wil er één in handen krijgen. Kolonel Korsakov wil de legendarische Buck Danny onder handen nemen. Bij een vlucht geraakt Tumbler bewusteloos en vliegt met zijn Sabre boven Chinees grondgebied, wat verboden was. Tuckson achtervolgt hem en van zodra hij weer bij bewustzijn komt doordat zijn vliegtuig lager vliegt leidt Sonny hem terug de grens over. Echter is het vliegtuig van Tumbler door vijandelijke vliegtuigen geraakt. Hij heeft niet genoeg brandstof meer en hij zet de motor uit waarop Sonny hem met zijn Sabre verder duwt. Dan merken ze een vliegdekschip op waar ze op landen.
Als bij een volgende vlucht het vliegtuig van Sonny al snel neerstort en hij opnieuw zijn schietstoel moet gebruiken vermoedt men sabotage.